# Papilio iswaroides
Espèce
Papilio iswaroides est une espèce de lépidoptères (papillons) de la famille des Papilionidae. L'espèce vit en Malaisie et en Indonésie. 

## Description

### Imago
L'adulte ressemble beaucoup à Papilio iswara, en plus petit. L'adulte mesure entre 8 et 10 cm d'envergure. À l'avers les ailes antérieures sont noires chez le mâle et noires avec une bande crème chez la femelle. Les ailes postérieures ont des queues et sont noires avec une larges macule blanche. Chez la femelle elles présentent deux lunules rouges. Au revers les ailes antérieures sont noires avec une bande plus claire, les ailes postérieures portent une large macule blanche, deux ocelles orangées prolongée d'une petite macule orangée dans l'angle anal. Chez la femelle les ailes postérieures portent des lunules orangées supplémentaires.   

Le corps est noir chez les deux sexes, avec des macules et des rayures blanches sur la tête, le ventre et les flancs.  

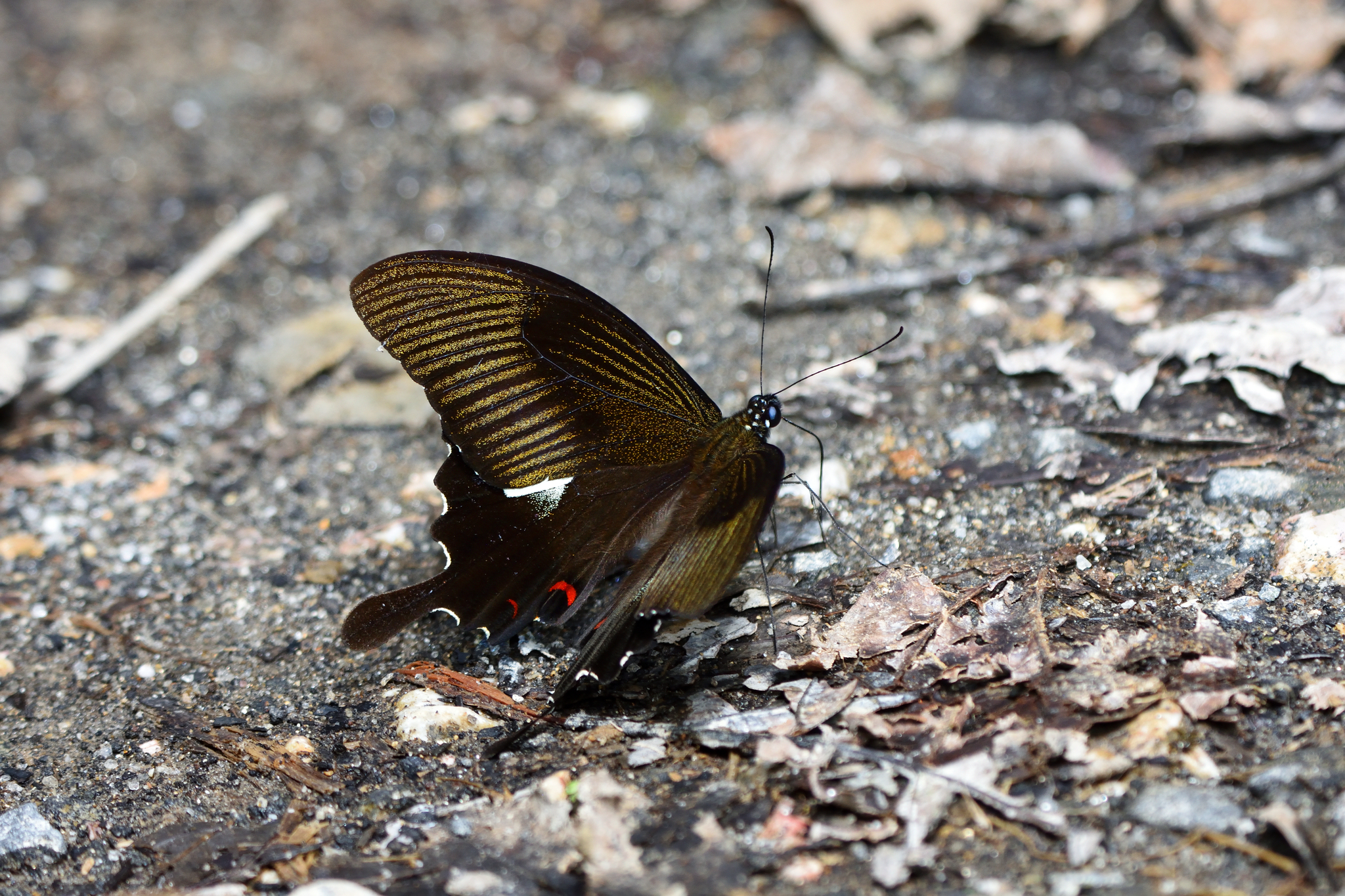
Papilio iswaroides, avers

## Écologie
L'écologie de cette espèce est mal connue. La femelle pond ses œufs sur une plante de la famille des Rutacées. Les chenilles consomment les feuilles de la plante-hôte et passent par cinq stades. Comme tous les Papilionides elles portent derrière la tête un osmeterium fourchu qu'elles déploient quand elles se sentent menacée et qui dégage une odeur malodorante. 
Les chenilles se changent en chrysalide sur une branche. La chrysalide est maintenue à la verticale par une ceinture de soie. 

## Habitat et répartition
Papilio iswaroides vit dans les forêts tropicales humides. L'espèce est présente en Malaisie et en Indonésie.

## Systématique
L'espèce Papilio iswaroides a été décrite pour la première fois en 1898 par Hans Fruhstorfer dans Entomologische Zeitschrift comme une sous-espèce de Papilio helenus, à partir d'un spécimen mâle trouvé à Sumatra (Indonésie).

### Sous-espèces
- P. iswaroides iswaroides
- P. iswaroides curtisi

## Papilio iswaroideset l'Homme

### Nom vernaculaire
L'espèce ne semble pas avoir de nom vernaculaire.

### Menaces et conservation
L'espèce n'est pas évaluée par l'UICN. En 1985 sa situation n'était pas connue. 